# Les Huit Salopards
Ne doit pas être confondu avec Les Cinq Salopards ou Les Douze Salopards.
Pour plus de détails, voir Fiche technique et Distribution.
Les Huit Salopards ou Les 8 Enragés au Québec (The Hateful Eight) est un western américain écrit et réalisé par Quentin Tarantino et sorti en 2015.
Le film se déroule quelques années après la guerre de Sécession. Le cocher O.B. Jackson conduit dans sa diligence le chasseur de primes John Ruth et sa prisonnière, Daisy Domergue, jusqu'au village de Red Rock dans le Wyoming. Ils rencontrent sur la route le major Marquis Warren, un ancien soldat de l'Union et chasseur de primes, puis Chris Mannix, le nouveau shérif de Red Rock. Surpris par le blizzard, les cinq personnes trouvent refuge dans un chalet où sont déjà installés quatre autres personnes : Bob, qui s'occupe du relais en l'absence de la propriétaire, Oswaldo Mobray, le bourreau de Red Rock, le conducteur de troupeaux Joe Gage et le général confédéré Sanford Smithers. Coincés par la tempête, les neuf voyageurs s'apprêtent à cohabiter lorsque la tuerie commence : au moins un des occupants est un complice de Daisy qui est prêt à les tuer tous pour la faire évader.

## Synopsis

### Chapitre 1:Dernière voiture pour Red Rock(Dernière diligence vers Red Rockau Québec)
Une diligence, conduite par O.B. Jackson, avance dans la neige. Sur le chemin, la diligence rencontre un chasseur de primes, le major Marquis Warren, un ancien officier de cavalerie de l'armée de l'Union. Ce dernier emmène à Red Rock trois cadavres de criminels recherchés afin de recevoir les primes sur leurs têtes. Malheureusement, son cheval est mort de vieillesse en chemin. Il s'arrange alors avec l'occupant de la diligence : le chasseur de primes John Ruth, dit "le Bourreau". Ce dernier conduit lui aussi une prise à Red Rock, vivante, pour y être pendue (une tradition chez Ruth) : Daisy Domergue. Les deux chasseurs se sont déjà rencontrés il y a huit mois. Il accepte de conduire Warren à Red Rock et le prévient qu'il ne doit rien tenter pour lui voler la prime sur Daisy. Après quelques échanges au cours desquels Warren montre une deuxième fois à John Ruth une lettre écrite par Abraham Lincoln, Daisy crache sur la lettre. Warren lui donne un coup de poing, qui entraine Daisy hors de la diligence, entraînant également John Ruth, qui lui est menotté. Warren fait arrêter la diligence pour faire remonter ses compagnons de voyage. Avant de repartir, O.B. leur signale un autre homme qui avance vers eux dans la neige. Par vigilance, Ruth ordonne à Warren de mettre des menottes, au cas où lui et l'autre homme seraient complices, dans l'intention de prendre la prime de Daisy.

### Chapitre 2:Fils de putois(Enfant de salaudau Québec)
L'homme en question, Chris Mannix, se présente comme le nouveau shérif de Red Rock. Il déclare avoir dû abattre son cheval blessé. Il est finalement accepté par les deux chasseurs de primes, malgré leurs doutes qu'il soit le nouveau shérif, à cause de sa mauvaise réputation. Sa tête n’est pas mise à prix et ils risqueraient d'être coupables de l'avoir laissé mourir de froid. Durant le trajet, John Ruth qui vient de démenotter Marquis Warren convaincu que leurs passés respectifs opposent Warren et Mannix, rappelle que le père de ce dernier, Erskine Mannix, dirigeait les Maraudeurs de Mannix ou le Fléau de Caroline du Sud. Cette troupe de soldats confédérés devenus rebelles, pendant et après la guerre civile, était connue pour ses massacres de Noirs.
Chris Mannix en faisait partie. Il s'attire ainsi l'animosité du major Warren. Mannix révèle que la tête du major a été mise à prix par la Confédération (initialement à 30 000 dollars, puis moins au fil du temps). Marquis Warren avoue s'être échappé d'un camp de prisonniers en y provoquant un incendie qui a tué quarante-sept soldats confédérés dans leur sommeil. Warren a été immédiatement chassé de l'armée à cause des trente-sept prisonniers nordistes également morts dans les flammes. Seuls ses brillants états de service l'ont sauvé d'une exécution. Il s'est battu dans les montagnes contre toutes les personnes à ses trousses pour la prime, aucun de ses poursuivants n'est revenu vivant. La suite du trajet se déroule sans histoire.

### Chapitre 3:La mercerie de Minnie(L'auberge de Minnieau Québec)
O.B., Ruth, Warren, Daisy et Mannix atteignent la dernière étape avant Red Rock : la mercerie de Minnie. Cette grande cabane, habituellement tenue par Minnie Mink et son époux Dave, dit « la Bonne pâte », sert de lieu de repos pour les voyageurs. Minnie et Sweet Dave sont absents. Bob, un Mexicain travaillant pour Minnie, informe Warren que cette dernière lui a laissé la charge de la mercerie pendant qu'elle rend visite à sa mère en compagnie de Dave. Warren ne peut s'empêcher de remarquer que cela ne ressemble pas à Minnie et n'insiste pas. Entretemps, O.B. et Mannix plantent des piquets pour baliser un chemin menant de l'étable d'à coté à la mercerie jusqu'aux latrines, pendant que John Ruth et sa prisonnière entrent dans la mercerie, où se trouvent déjà trois autres personnes : Oswaldo Mobray, le bourreau de Red Rock, Joe Gage, un cowboy, qui dit être en route pour aller voir sa mère et le vieux général confédéré Sanford Smithers, en chemin à Red Rock pour s'occuper de la pierre tombale de son fils mort, Chester Charles Smithers, disparu dans les environs. Pendant qu'ils rangent les chevaux, Warren a une discussion avec Bob au sujet de Minnie, tout en lui montrant une certaine méfiance envers lui.
La tension s'installe entre les protagonistes. En effet, John Ruth craint que quelqu'un veuille empocher à sa place la prime promise pour Daisy Domergue, ou qu'un ou plusieurs des occupants soient complices de Domergue, venus la libérer. Il passe alors un accord avec Warren et confisque les armes de toutes les personnes présentes, sauf celles de Warren. Ruth charge O.B. de jeter les armes dans le puits malgré le blizzard qui fait rage. Warren, de son côté, fait face à l'animosité du général Smithers, qui a exécuté de nombreux Noirs lors de la bataille de Baton Rouge, à laquelle Warren a participé. Warren est à deux doigts de le tuer de sang-froid. Mannix et Mobray lui rappellent tous deux ce que pourrait lui coûter de tuer un homme désarmé. À cause de cette tension, Oswaldo propose de scinder l'espace intérieur du chalet en deux, entre les partisans du Nord et du Sud, avec la table à manger comme territoire neutre.
Le groupe mange alors calmement le ragoût fraîchement préparé par Bob. Au cours du repas, Mannix affirme que la lettre d'Abraham Lincoln que transporte Warren est fausse, ce que l'intéressé confirme, affirmant que cette fausse lettre lui garantit le respect de la part des Blancs, comme cela a été le cas avec John Ruth. Un peu plus tard, Bob se met à jouer du piano un peu désaccordé. Pendant ce temps, Warren, s'asseyant dans le fauteuil de « Dave la Bonne pâte », discute ensuite avec le général Smithers, qu'il provoque en revendiquant avoir capturé, torturé, violé et finalement tué son fils, qui le pourchassait pour la prime. Smithers, à côté duquel Warren avait déposé l'un de ses revolvers, tente d'abattre Warren ; ce dernier le tue, en légitime défense. Bob referme le piano.

### Chapitre 4:Le secret de Domergue(Domergue a un secretau Québec)
Pendant ce premier meurtre, un personnage (invisible à l'écran) empoisonne le café préparé par John Ruth à leur arrivée. Seule Daisy Domergue est témoin de la scène et garde volontairement le silence. John Ruth et O.B. en boivent tous deux, pendant que Daisy joue une chanson à la guitare (avec l'accord de Ruth). Mais après qu'elle a chanté le couplet annonçant la mort de John Ruth, celui-ci met fin à son intermède musical et lui remet les menottes. Alors que le shérif Chris Mannix est sur le point d'en boire à son tour, John et O.B. se mettent à vomir violemment leurs sang. Comprenant qu'ils ont été empoisonnés, John Ruth passe à tabac Daisy, hilare. Cette dernière s'empare de son revolver et l'abat d'un coup de feu avant d'être désarmée par Warren. Toujours menottée à John Ruth, elle ne peut plus bouger compte tenu du poids du cadavre. O.B. meurt empoisonné.
Le major Warren ordonne aux quatre autres hommes encore vivants de se tenir contre le mur de la mercerie et de lui obéir pendant qu'il analyse la situation. Décidant de faire confiance à Chris Mannix qui a failli boire également le poison, il lui confie le revolver de Ruth et lui demande de garder les trois autres en joue. Affirmant que l'un de ces trois autres hommes est venu pour libérer Daisy Domergue et pour tuer John Ruth, Warren prend à partie le Mexicain Bob qu'il accuse d'être un menteur.
En effet, le chasseur de primes affirme que le ragoût de Bob qu'ils ont mangé (préparé le matin même) a exactement le même goût que celui de sa vieille amie Minnie, la propriétaire de la mercerie, pourtant absente depuis une semaine. Dans son raisonnement, il évoque l'anecdote de la pancarte "Interdits aux chiens et aux Mexicains" à l'entrée de sa mercerie qu'elle avait retirée lorsqu'elle avait décidé d'accueillir les chiens. Il révèle qu'une grosse tache de sang se cache sur le propre fauteuil de Sweet Dave ("La Bonne pâte") qu'il aurait sûrement emporté avec lui (personne d'autre que Dave n'a le droit de s'asseoir dessus) s'il avait accompagné Minnie chez sa mère. Minnie déteste les Mexicains et n'aurait donc jamais confié sa mercerie à Bob le Mexicain. Fort de ces indices, le major Warren en déduit que Minnie et Dave se sont fait tuer et que Bob est un imposteur, qu'il tue de quatre balles, deux dans le corps et deux autres dans la tête par la suite.
Cependant, Bob n'est pas celui qui a empoisonné le café puisqu'il jouait du piano pendant le meurtre de Smithers, comme le major sait : il n'est qu'un complice. Il menace alors Oswaldo Mobray et Joe Gage en menaçant de faire boire le café empoisonné à Daisy Domergue si le coupable ne se dénonce pas. Joe Gage avoue alors avoir empoisonné le café. Avant que le shérif Chris Mannix ait le temps de le tuer, un autre individu, caché sous le plancher de la mercerie, ouvre le feu sur Warren le chasseur de primes et l'atteint aux parties intimes. Profitant de l'effet de surprise, Oswaldo Mobray, à l'aide d'un pistolet caché sur lui, tire sur Chris Mannix qui réplique et le blesse grièvement en retour d'une balle dans le torse. Mannix, blessé à l'abdomen, tient Joe Gage en joue sans pour autant lui tirer dessus, car il est désarmé. Bob, Mobray, Gage et l'individu mystérieux sont de connivence avec Daisy !

### Chapitre 5:Les quatre passagers
Plusieurs heures avant l'arrivée de la diligence de Ruth au relais de Minnie, une autre diligence, conduite par Judy "Six-Chevaux" et par son collègue Ed se présente à la mercerie de Minnie avec quatre passagers : Oswaldo Mobray, Joe Gage, Bob et un autre homme appelé Jody (l'individu caché sous le plancher dans le chapitre précédent). Ces derniers, après s'être installés, assassinent sans pitié toutes les personnes présentes dont Minnie et Sweet Dave. Ils épargnent le général Smithers. Estimant que son piège sera plus réaliste, Jody conclut un marché avec lui : Smithers ne devra rien dire de ce qui s'est passé, n'ouvrir la bouche que pour dire le strict minimum, comme « bonjour ». En échange il aura la vie sauve, ce que l'intéressé accepte volontiers, indifférent à ce qui est arrivé aux autres personnes, comme au dessein de la bande.
Au cours du massacre, Bob a fait feu sur la poignée de la porte, raison pour laquelle il faut désormais clouer deux planchettes pour qu'elle ferme et donner un violent coup de pied dessus pour l’ouvrir. Le café, préparé le matin avait mauvais goût car les quatre hommes l'ont oublié. Le quatrième homme révèle alors son identité complète : Jody Domergue, le frère de Daisy, venu la libérer. Après avoir jeté les cinq dépouilles dans un puits à côté de la mercerie et nettoyé les traces de sang, les quatre hommes dissimulent des armes, y compris une sous une table, dans la mercerie pour futur usage possible. Quelques heures plus tard, John Ruth arrive avec sa prisonnière, Daisy Domergue, son cocher O.B., le shérif Chris Mannix et le major Marquis Warren. Tandis que Bob va accueillir les voyageurs, Jody Domergue, descendant par une trappe, se cache sous le plancher, en rappelant à ses complices qu'il faudra user de patience. Peu après, John Ruth rentre dans la mercerie avec la prisonnière...

### Dernier chapitre:Homme noir, enfer blanc
Retour au présent. Marquis Warren et Chris Mannix sont tous les deux très mal en point. Ils forcent Jody Domergue à sortir de sa cachette en menaçant d'abattre Daisy. Ils lui ordonnent de se débarrasser de ses armes. Jody sort ; le major Warren l'exécute d'un coup de feu dans la tête. Daisy Domergue, à la fois pleine de chagrin et folle de rage, tente alors de passer un accord avec le shérif Mannix. S'il abat le major Warren et la laisse partir, il pourra emmener le corps de Bob à Red Rock pour toucher la récompense offerte pour sa capture. Warren leur rappelle qu'il est méconnaissable, sans tête. Bob, au surnom de Marco le Mexicain, fait partie de la bande de Domergue. Chacun d'eux est recherché contre une récompense d'au moins dix mille dollars. Daisy leur déclare qu'une quinzaine de bandits est présent à Red Rock, tous prêts à tuer Chris Mannix et à ravager la ville si Daisy ne s'en sort pas, s'il ne tue pas Warren et ne la libère pas.
Le major Warren est irrité par les exigences et les provocations de Daisy Domergue. Il tire dans le pied de Daisy avant d'ouvrir le feu sur Mobray (révélant son vrai nom, Pete Hicox l'Anglais) toujours mourant qui proposait son propre corps, à la place de celui de Bob (de son vrai nom, Marco le Mexicain), au shérif Chris Mannix en contrepartie du meurtre de Warren et de la liberté pour Daisy. Joe Gage (révélant aussi son vrai nom : le Grognon, Grouch Douglass) se saisit du pistolet caché sous une table de la mercerie. Il est aussitôt abattu par le major Warren et par Chris Mannix. Warren décide d'abattre également Daisy de sang-froid. À court de munitions, il en est empêché.
Les négociations reprennent entre le shérif Chris Mannix et Daisy. Cependant, le shérif estime que Daisy Domergue bluffe en parlant des quinze bandits imaginaires, car le gang n'aurait pas eu besoin d'empoisonner le café s'ils existaient. S'apprêtant à l'abattre lui-même, il s'évanouit à la suite de la perte trop importante de sang. Le major Warren, sans munition, paniqué car ne pouvant plus se déplacer, voit avec horreur Daisy Domergue ramper tant bien que mal, lestée du cadavre de John Ruth, pour saisir le revolver de Douglass. Mannix reprend conscience à la dernière seconde et lui tire dessus avant qu'elle fasse usage de son arme.
Chris Mannix s'apprête à tuer lui-même Daisy, mais Warren l'en empêche à son tour. Le major explique au shérif que John Ruth lui a sauvé la vie avant de mourir et qu'il est temps de lui rendre hommage à leur façon : pendre eux-mêmes Daisy Domergue ! Chris, aidé de Marquis Warren, décide alors de la pendre à une poutre de la mercerie en l'honneur de John Ruth (dont la réputation était de ramener toujours ses prisonniers vivants pour qu'ils soient pendus, d'où son surnom "le Bourreau"). La mort s'ensuit pour la prisonnière sous le regard satisfait et amusé des deux derniers survivants.
Après la pendaison, tous deux, grièvement blessés, attendent la mort en relisant à voix haute la fausse lettre de Lincoln à Warren, dont Mannix salue le style.

## Personnages
- Le major Marquis Warren, dit « le Chasseur de primes » (interprété par Samuel L. Jackson) : ancien combattant de l'Union pendant la Guerre de Sécession, le major Warren croise John Ruth sur le chemin de Red Rock après avoir perdu son cheval à cause du froid. Il convoie trois corps mis à prix pour 8 000 dollars. Contrairement à Ruth, Warren est de nature calme et posée. Au fil de l'histoire, Warren se révèle très astucieux, prêt à raconter les pires mensonges pour se sortir de situations périlleuses, notamment des attaques racistes causées par sa couleur de peau.
- John Ruth, dit « le Bourreau » (interprété par Kurt Russell) : impulsif et grognon, John Ruth est le personnage central de l'histoire, car c'est à cause de sa détermination à vouloir faire pendre Daisy Domergue à Red Rock que tous les événements principaux de l'intrigue se mettent en place. Très méfiant, il est en permanence enchaîné à Daisy par des menottes pour que celle-ci ne puisse s'échapper. N'ayant aucune pitié pour les criminels qu'il surnomme les « bâtards », il n'hésite pas à agresser Daisy physiquement, violemment, à plusieurs reprises. Son surnom "le Bourreau" provient de sa réputation d'amener ses captures vivantes, afin qu'elles soient jugées et pendues, car il tient à assister aux exécutions et « entendre leur cou craquer » de ses propres oreilles.
- Daisy Domergue, dite « la Prisonnière » (interprétée par Jennifer Jason Leigh) : Daisy est une meurtrière dont la tête est mise à prix pour 10 000 dollars. Après avoir été capturée par John Ruth, elle est enchaînée à son bourreau par le poignet pendant tout le trajet jusqu'à Red Rock. Régulièrement violentée par ce dernier, elle ne peut pas et n'ose pas se défendre par peur de se faire tirer dessus. Raciste et sans-gêne, elle est la deuxième pierre angulaire de l'intrigue : ses complices tendent un piège et tuent pour la libérer.
- Chris Mannix, dit « le Shérif » (interprété par Walton Goggins) : perdu seul au milieu de la neige après la mort de son cheval, Chris se retrouve en diligence avec John, Daisy et Warren sur le chemin de Red Rock. Il se présente comme le futur shérif de la ville. John a du mal à le croire et le laisse monter, craignant de se faire pendre pour l'avoir laissé mourir de froid alors qu'il n'est pas recherché. Ancien combattant confédéré pendant la guerre de Sécession et ancien membre des Maraudeurs de Mannix, alias le Fléau de Caroline du Sud, une ancienne armée de rebelles après la guerre menée par son père, Erskine Mannix, raciste, il éprouve de la haine pour le major Warren auquel il ne pardonne pas ses meurtres de combattants sudistes. Il est un admirateur du général sudiste Sanford Smithers. Chris semble un peu simple, affligé d'un accent campagnard. Il se révèle parfois fin : il décèle le mensonge de Warren, à propos de la supposée lettre de Lincoln, qu'il évente à l'issue d'une habile discussion en public.
- Bob (de son vrai nom Marco), dit « le Mexicain » (interprété par Demián Bichir) : Bob est un Mexicain à l'accent prononcé qui dit être chargé de tenir la mercerie de Minnie pendant qu'elle et son mari, Sweet Dave, sont absents. Warren est le seul à le soupçonner de cacher son jeu et à comprendre qu'il a assassiné les propriétaires. Membre du gang de Jody Domergue, il est recherché pour 12 000 dollars.
- Oswaldo Mobray (de son vrai nom Pete Hicox), dit « le Court-sur-pattes » (interprété par Tim Roth) : d'origine britannique, Oswaldo est un parfait gentleman élégant et très bavard. Il se présente comme le bourreau de Red Rock, faisant une halte forcée à la mercerie à cause du blizzard. Oswaldo est en fait un criminel sans pitié recherché contre 15 000 dollars de récompense : son vrai nom est Pete Hicox, membre du « gang de Jody Domergue ». Il a assassiné le véritable Oswaldo Mobray et usurpé son identité.
- Joe Gage (de son vrai nom Grouch Douglass), le Grognon, dit « le Cowboy » (interprété par Michael Madsen) : très peu bavard, Joe reste dans son coin, à l’écart des autres. Déclarant se rendre en visite chez sa mère pour Noël, comme les autres il passe par Red Rock. Il est en fait, comme Oswaldo et comme Bob, membre du gang de Jody Domergue. Sa prime s'élève à 10 000 dollars.
- Le général sudiste Sanford Smithers, dit « le Confédéré » (interprété par Bruce Dern) : Sanford Smithers est un vieil homme, ancien général de l'armée confédérée pendant la Guerre de Sécession. N'ayant toujours pas digéré la défaite, il éprouve une haine totale envers les Noirs et envers les combattants de l'Union. Voulant se rendre à Red Rock pour s'occuper de la pierre tombale de son fils disparu, Chester Charles Smithers, il est confronté à l'assassin et au tortionnaire de son fils : le major nordiste, Noir, Warren. Étranger à la bande de tueurs venue libérer Daisy Domergue, il est contraint au silence en échange de sa vie.
- O.B. Jackson (interprété par James Parks) : c'est le conducteur de la diligence affrétée par John Ruth pour convoyer Daisy. Toujours prêt à rendre service, il est le seul des personnages à s'entendre avec tout le monde.
- Jody Domergue (interprété par Channing Tatum) : chef du gang du même nom, Jody est le frère de Daisy Domergue. Déterminé à la libérer, s'exprimant avec distinction, il organise une subtile mise en scène pour pouvoir la tirer des mains de John Ruth. Sa prime est de 50 000 dollars. Il est présent dans la mercerie, dissimulé sous le plancher.

## Fiche technique
- Titre original : The Hateful Eight
- Titre français : Les Huit Salopards
- Titre québécois : Les 8 Enragés[2]
- Réalisation et scénario : Quentin Tarantino
- Photographie : Robert Richardson
- Montage : Fred Raskin
- Décors : Yohei Taneda
- Costumes : Courtney Hoffman
- Musique originale : Ennio Morricone
- Production : Richard N. Gladstein, Shannon McIntosh et Stacey Sher
- Société de production : The Weinstein Company
- Sociétés de distribution : The Weinstein Company (États-Unis), SND (France)[3], E1 Entertainment Benelux (Belgique, Luxembourg), Les Films Séville (Québec)
- Budget : 54 000 000 $[4]
- Pays de production :  États-Unis
- Langues originales : anglais, et quelques répliques en espagnol et français
- Format : couleur — 70 mm (Ultra Panavision 70) — 2,76:1 — son stéréo 6 pistes
- Genres : western, suspense
- Durée : 167 minutes, 187 minutes (version longue Roadshow 70 mm), 192 minutes (version télévisée en 4 épisodes)
- Dates de sortie[5] :
  - États-Unis : 25 décembre 2015 (sortie limitée - 70 mm) ; 31 décembre 2015 (sortie nationale)
  - France : 25 décembre 2015 (sortie limitée - 70 mm) ; 6 janvier 2016 (sortie nationale)
  - Belgique : 6 janvier 2016
- Classification :
  - États-Unis : R - Restricted (interdit aux moins de 17 ans)
  - France : interdit en salles aux moins de 12 ans avec avertissement en salle et aux moins de 16 ans à la télévision

## Distribution
Sauf indication contraire, les informations mentionnées dans cette section peuvent être confirmées par la base de données cinématographiques IMDb,  présente dans la section « Liens externes ».
- Samuel L. Jackson (VF : Thierry Desroses ; VQ : Éric Gaudry) : le major Marquis Warren, dit « le Chasseur de primes » (the Bounty Hunter)
- Kurt Russell (VF : Philippe Vincent ; VQ : Jean-Luc Montminy) : John Ruth, dit « le Bourreau » (the Hangman)
- Jennifer Jason Leigh (VF : Laurence Crouzet ; VQ : Aline Pinsonneault) : Daisy Domergue, dite « la Prisonnière »
- Walton Goggins (VF : Jérémy Prévost ; VQ : Martin Desgagné) : Chris Mannix, dit « le Shérif »
- Demián Bichir (VF : Mathieu Lagarrigue ; VQ : Manuel Tadros) : Bob, dit « le Mexicain » / Marco le Mexicain
- Tim Roth (VF : Nicolas Marié ; VQ : Sébastien Dhavernas) : Oswaldo Mobray, dit « le Court-sur-pattes » (the Little Man) / Pete Hicox l’Anglais (English Pete Hicox)
- Michael Madsen (VF : Jacques Frantz ; VQ : Pierre Auger) : Joe Gage, dit « le Cow-Boy » / Douglass la Grogne (Grouch Douglass)
- Bruce Dern (VF : Georges Claisse ; VQ : Hubert Fielden) : le général Sanford Smithers, dit « le Confédéré » (the Confederate)
- Channing Tatum (VF : Adrien Antoine ; VQ : Frédérik Zacharek) : Jody Domergue
- James Parks (VF : Vincent Ropion ; VQ : Stéphane Rivard) : O. B. Jackson, le cocher
- Zoë Bell (VF : Carole Franck ; VQ : Émilie Bibeau) : Judy, dite « Six-Chevaux » (Six-Horse Judy)
- Dana Gourrier (VF : Véronique Alycia) : Minnie Mink
- Gene Jones (VF : Jean-Bernard Guillard) : Dave, dit « la Bonne pâte » ou « le Bon Vieux Dave » au Québec (Sweet Dave)
- Lee Horsley (VQ : Jean-Marie Moncelet) : Ed
- Craig Stark : Chester Charles Smithers
- Belinda Owino (VF : Jacky Tavernier) : Gemma
- Keith Jefferson : Charly
- Quentin Tarantino (VF : Michel Elias ; VQ : Frédéric Paquet) : le narrateur (voix)

 Source et légende : version française (VF) sur RS Doublage ; version québécoise (VQ) sur Doublage.qc.ca

Photos des interprètes des Huit Salopards, au San Diego Comic-Con 2015
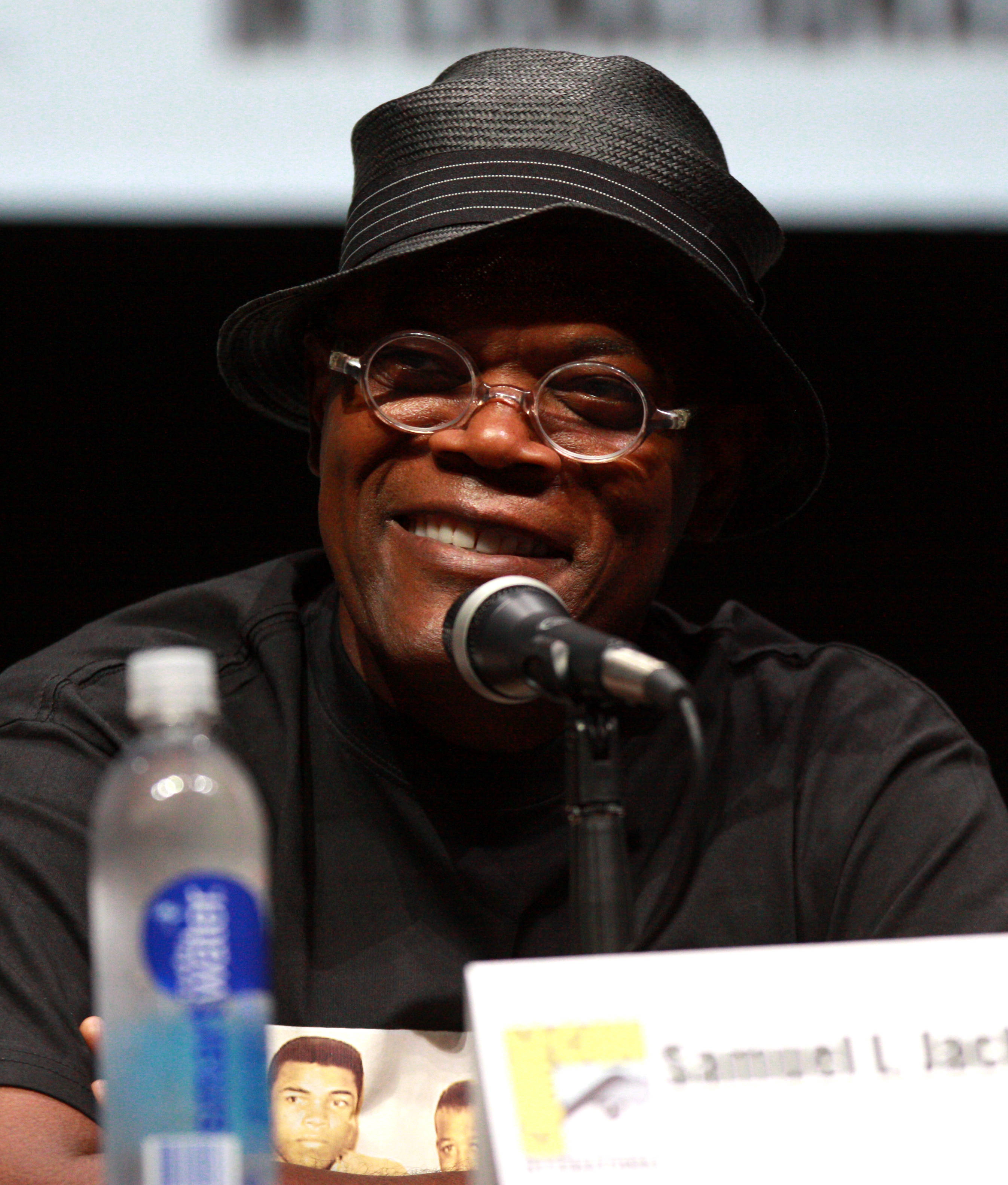
Samuel L. Jackson interprète le major Marquis Warren, le Chasseur de primes.
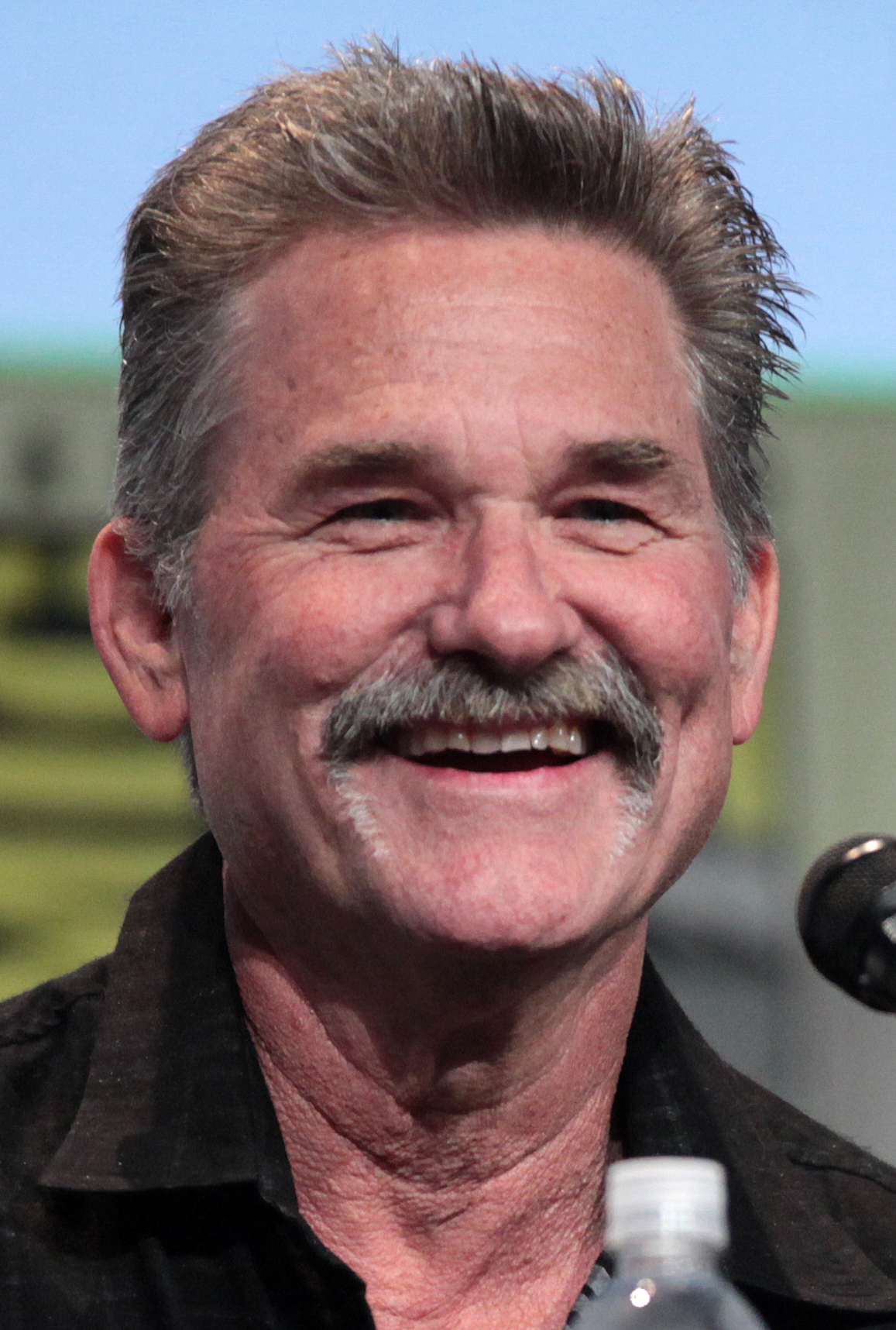
Kurt Russell interprète John Ruth, le Bourreau.
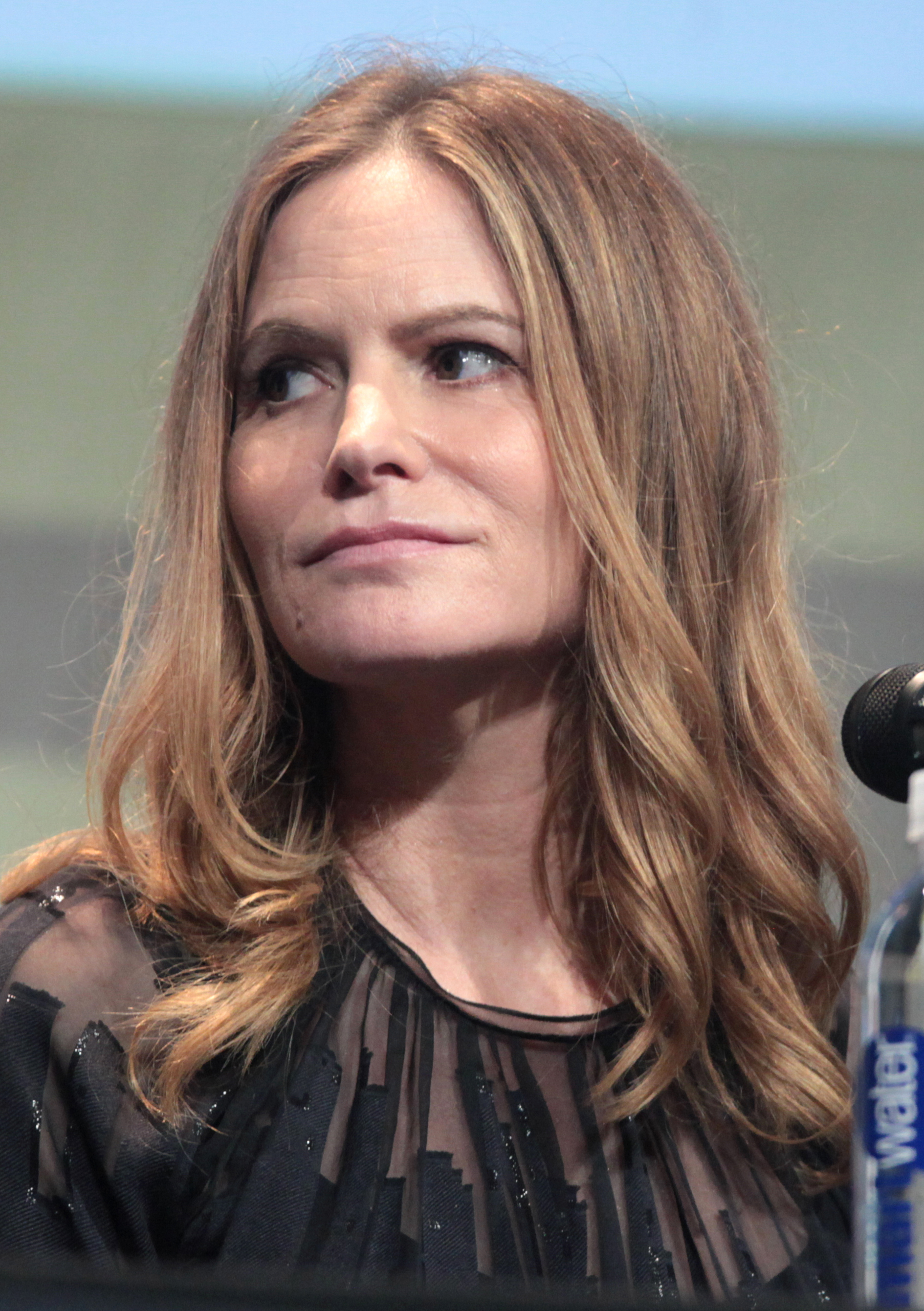
Jennifer Jason Leigh interprète Daisy Domergue, la Prisonnière.
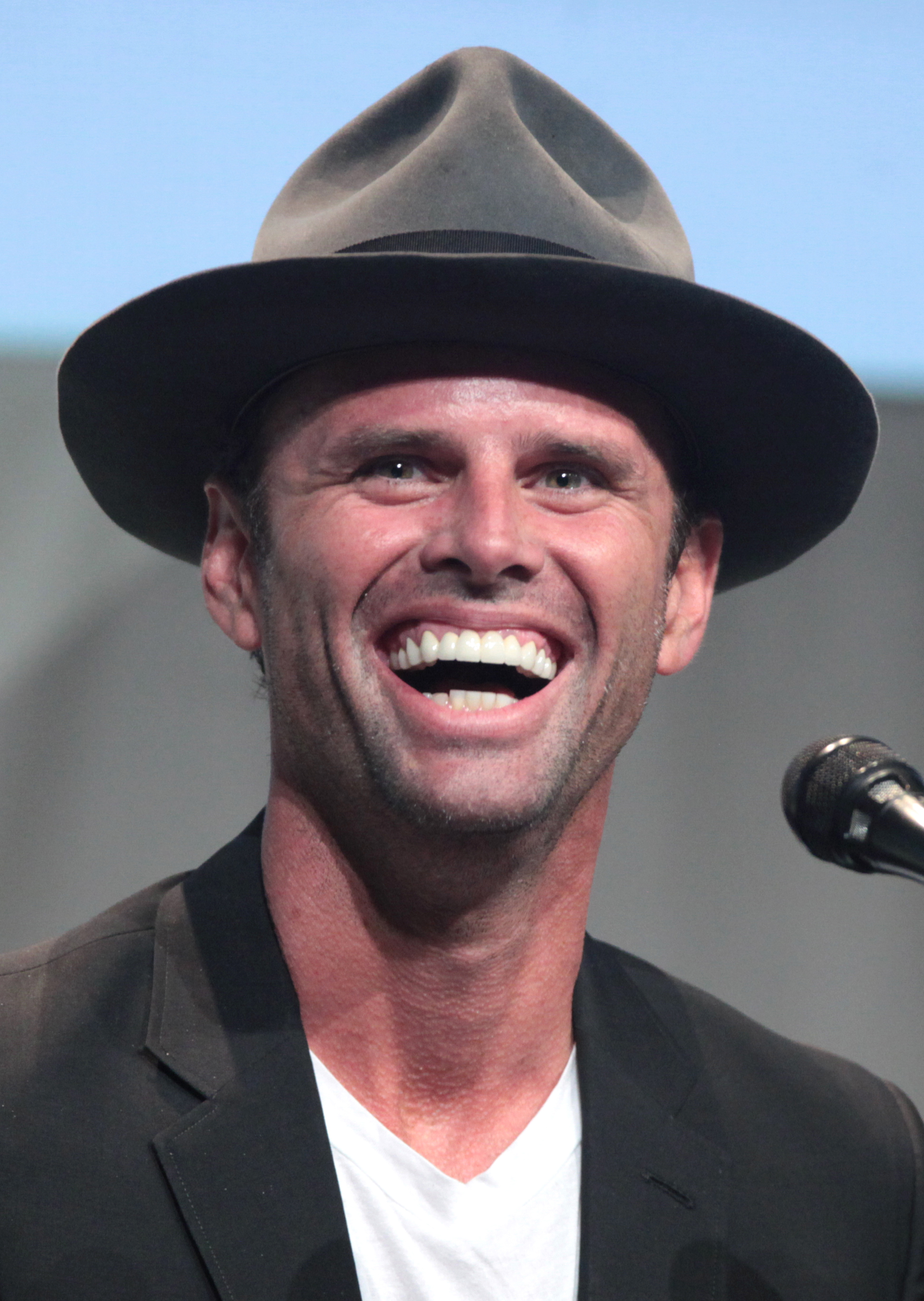
Walton Goggins interprète Chris Mannix, le Shérif.
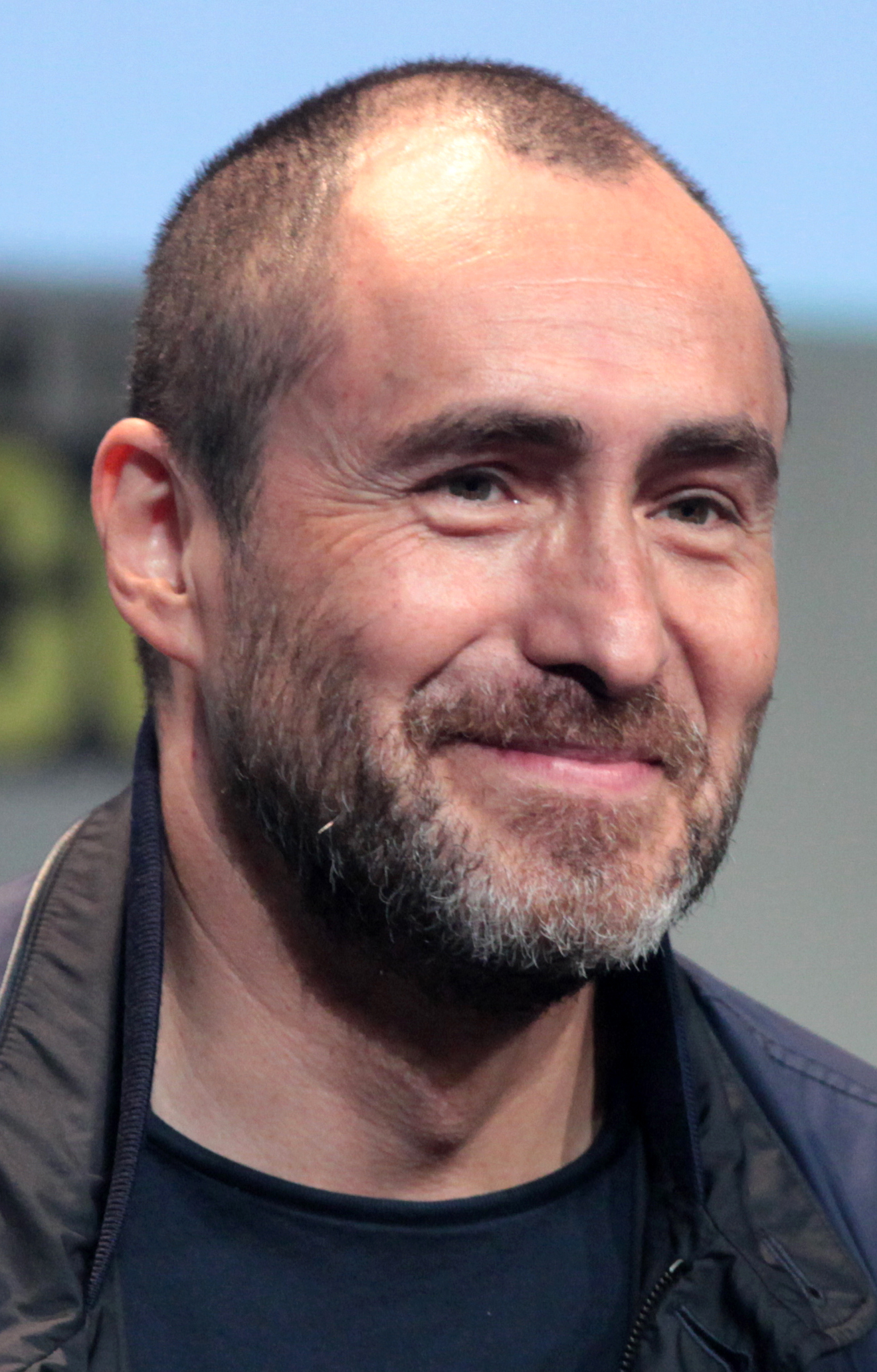
Demián Bichir interprète Bob, le Mexicain.
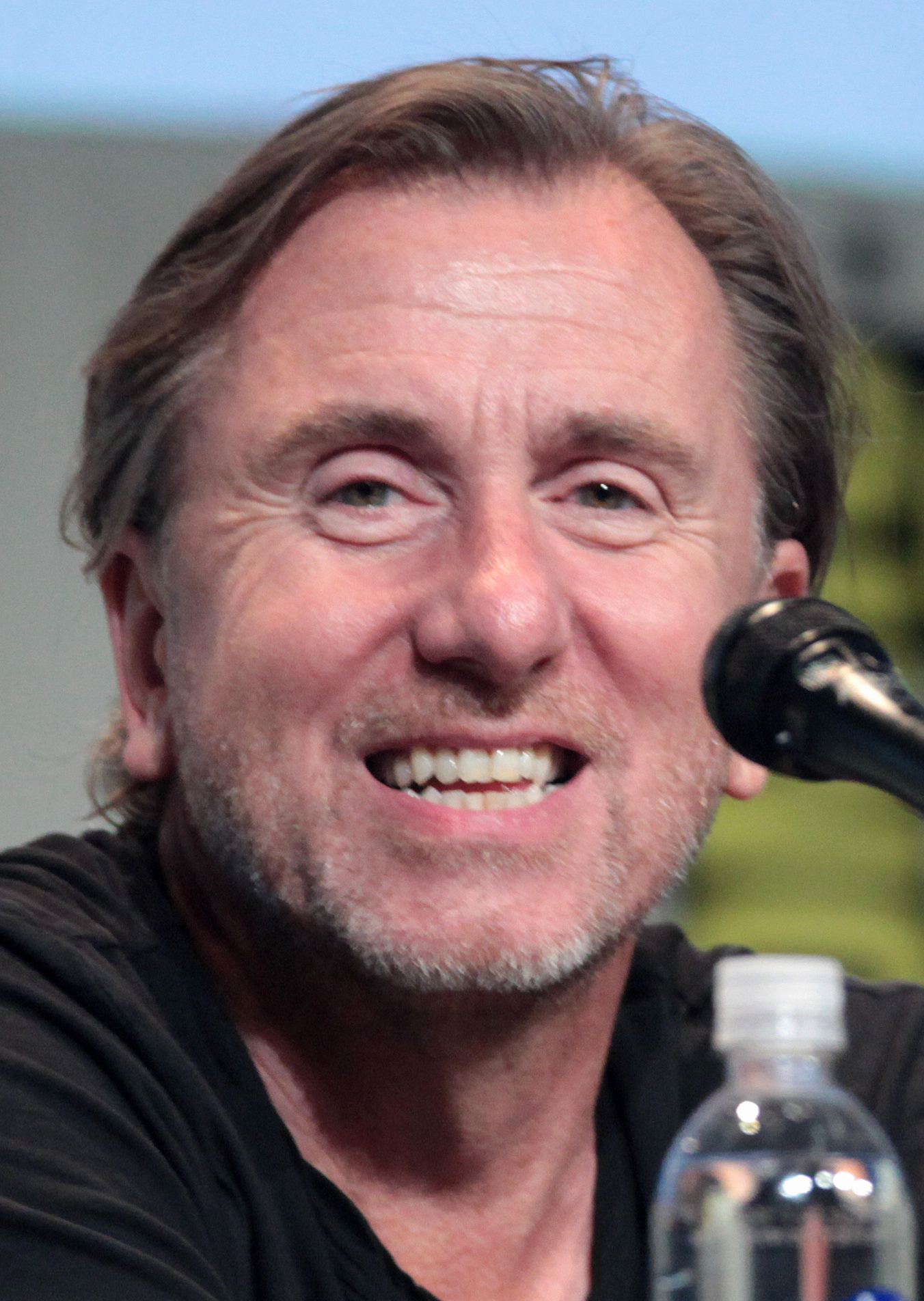
Tim Roth interprète Oswaldo Mobray, le Court-sur-pattes.
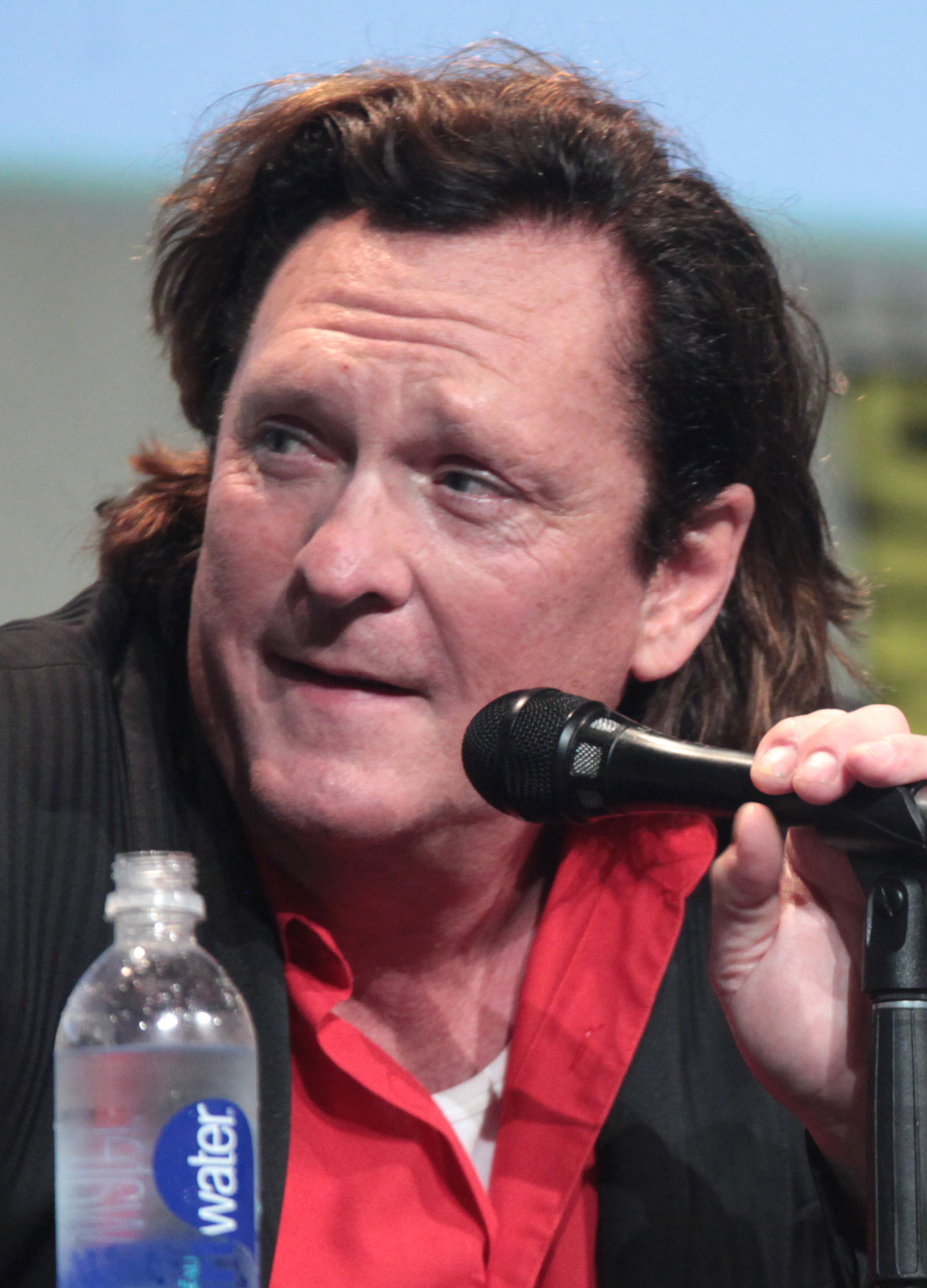
Michael Madsen interprète Joe Gage, le Cowboy.
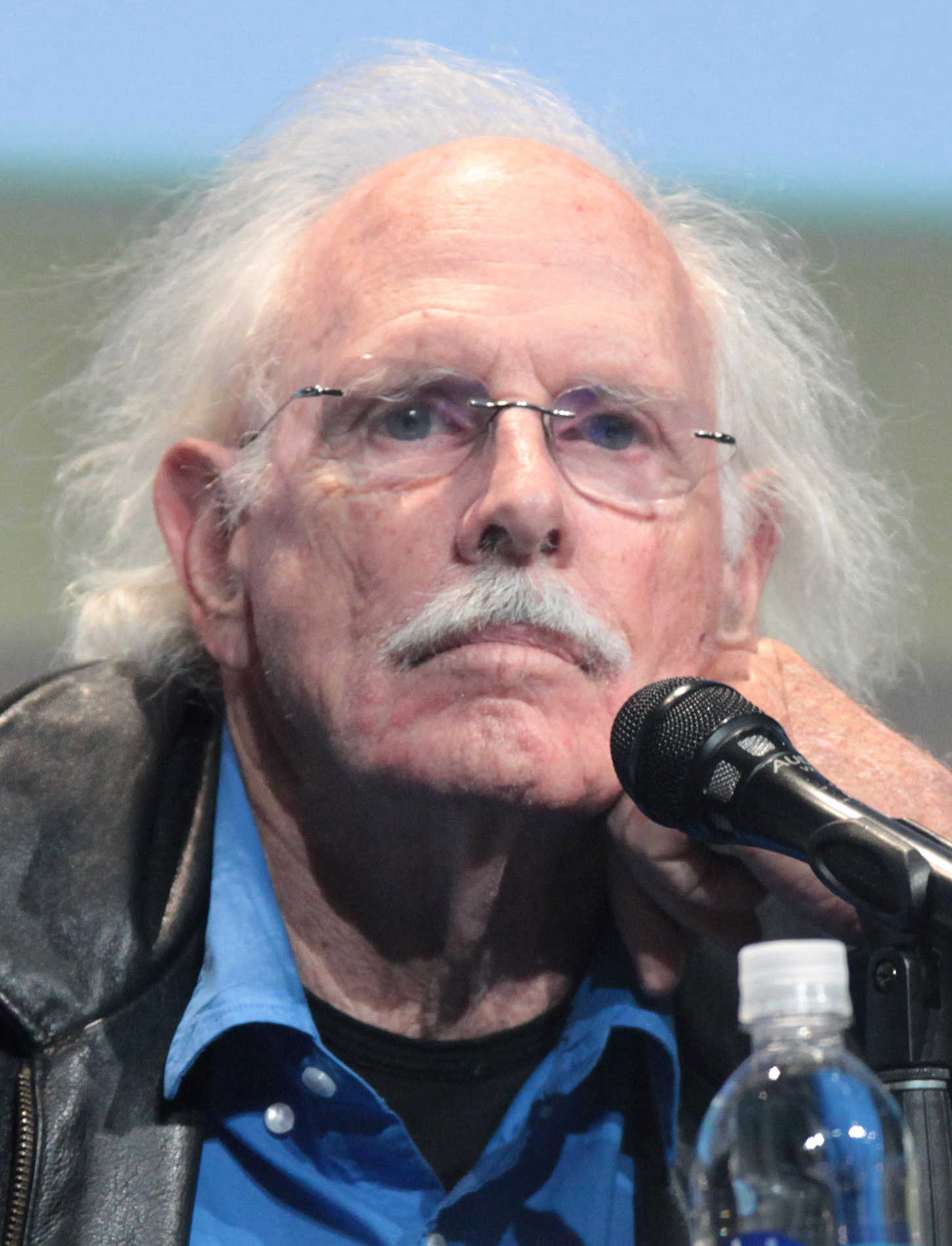
Bruce Dern interprète le général Sandy Smithers, le Confédéré.

## Production

### Développement du projet
Quentin Tarantino annonce en novembre 2013 que son prochain film sera un western. L'idée d'écrire une suite à Django Unchained lui était passé à l'esprit. Au fur et à mesure de l'écriture, il s'est rendu compte que l'ouvrage se transformait en scénario. Il termine l'écriture du scénario en janvier 2014 et dévoile son titre, The Hateful Eight. Le début du tournage est alors prévu pour l'été 2014. Le scénario est dévoilé sur Internet quelques jours après l'annonce de Tarantino, alors que celui-ci ne l'avait transmis qu'à trois acteurs, Bruce Dern, Michael Madsen et Tim Roth. Furieux et déprimé, Tarantino annonce alors qu'il renonce à réaliser le film et qu'il va publier son scénario sous la forme d'un roman. Il suspecte par ailleurs que la fuite vient de l'agence CAA, qui représente Dern, ce que cette agence réfute.

« Je suis très très déprimé. J'avais terminé le scénario, un premier jet, et je n'avais pas l'intention de le réaliser avant l'hiver prochain, dans un an. Je l'avais confié à six personnes, et apparemment il est sorti sur la place publique. Je ne ferai pas ce film. Je vais publier le scénario, et c'est tout pour le moment. Je l'ai confié à six personnes, et si je ne peux pas leur faire confiance, je n'ai aucune envie de le faire. Je le publierai. J'en ai assez. Je vais passer à autre chose. »

— Quentin Tarantino

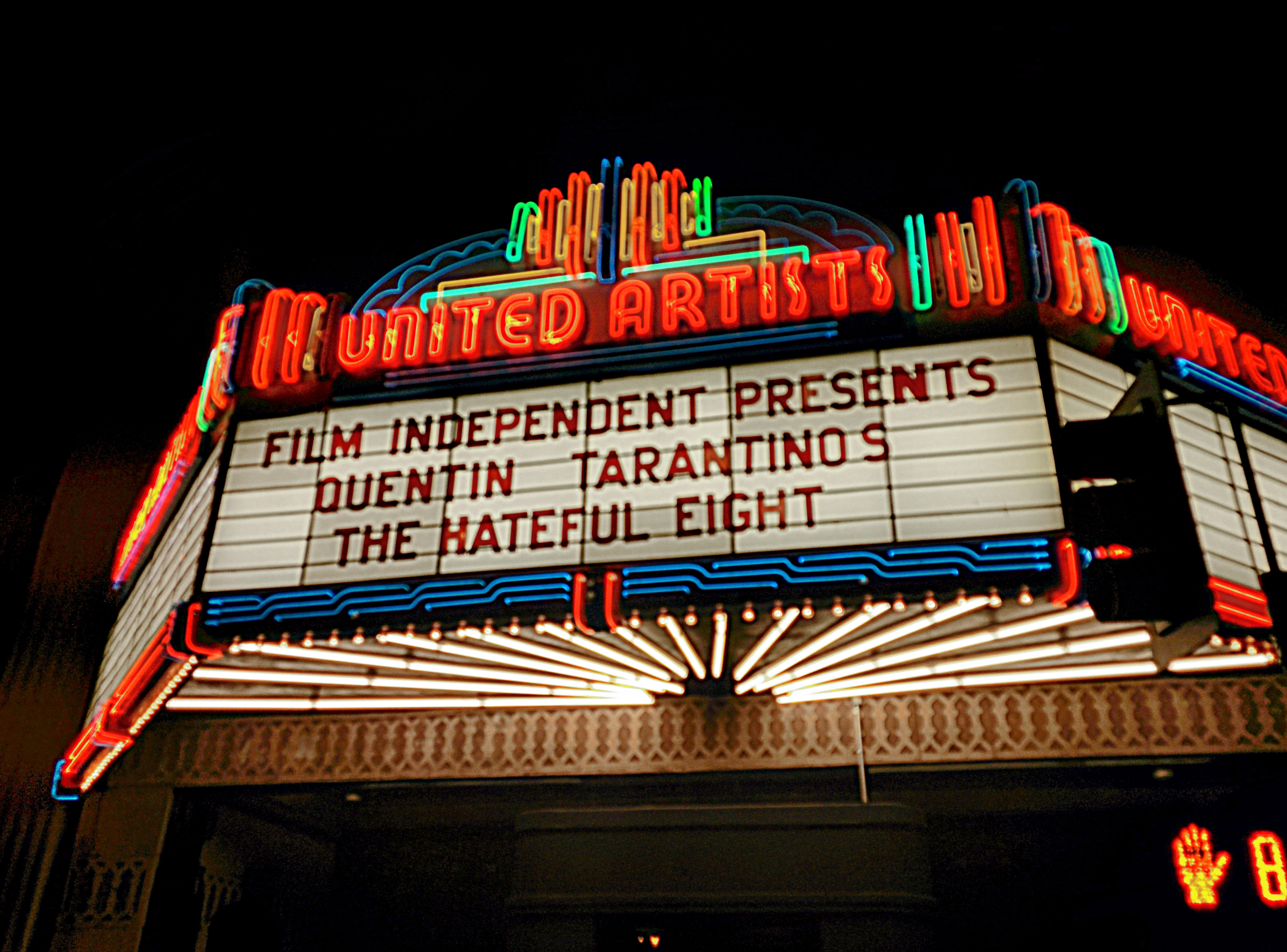
Une lecture du scénario a été organisée avec les acteurs au Ace Hotel de Los Angeles le 19 avril 2014.

Le 19 avril 2014, Tarantino fait une lecture publique du scénario à l'Ace Hotel de Los Angeles, avec les acteurs qui étaient pressentis pour jouer dans le film, soit Zoë Bell, Bruce Dern, Walton Goggins, Samuel L. Jackson, Michael Madsen, Denis Ménochet, James Parks, James Remar, Tim Roth, Kurt Russell et Amber Tamblyn. Il révèle à cette occasion que c'est seulement une première version du scénario et qu'il en a écrit deux autres avec des fins différentes car, à la réflexion, il prévoit finalement de tourner le film.
Au sujet du scénario, Tarantino précise qu'il lui a été surtout inspiré par des séries télévisées comme Bonanza, Le Virginien et Le Grand Chaparral dans lesquelles les héros étaient régulièrement pris en otages par des bandes de hors-la-loi.

« Qu'est-ce qui se passerait si je tournais un film avec seulement ces derniers personnages ? Pas de héros. Juste un groupe de méchants dans une pièce, se racontant tous des histoires qui peuvent être aussi bien vraies que fausses. Enfermons ces gars ensemble dans une pièce avec un blizzard à l'extérieur, donnons-leur des flingues, et voyons ce qui se passe. »

— Quentin Tarantino

### Préproduction et choix des interprètes
En mai 2014, Quentin Tarantino annonce officiellement qu'il va tourner le film avec les acteurs qu'il avait déjà contactés. Le début du tournage est prévu pour le mois de novembre dans le Wyoming. Une première affiche du film, représentant une diligence laissant derrière elle une traînée sanglante, est révélée le 30 juillet 2014. Cette affiche est un clin d'œil à celle de La Chevauchée fantastique de John Ford sorti en 1939. Le 3 septembre, The Weinstein Company, société partenaire de Tarantino depuis ses débuts, acquiert les droits pour la distribution mondiale du film.
Le 9 octobre 2014, Jennifer Jason Leigh rejoint la distribution pour tenir le principal rôle féminin en remplacement d'Amber Tamblyn, alors que Demi Moore, Hilary Swank, Michelle Williams et Robin Wright étaient également sur les rangs. Le 5 novembre, un communiqué officiel annonce que Demián Bichir (en remplacement de Denis Ménochet), Bruce Dern, Walton Goggins, Samuel L. Jackson, Michael Madsen, Tim Roth, Kurt Russell et Channing Tatum (qui remplace James Remar) font partie de la distribution. Jennifer Lawrence et Viggo Mortensen ont également eu des contacts avec Tarantino pour une possible apparition dans le film sans que cela ne se soit concrétisé,. Viggo Mortensen explique que son emploi du temps était incompatible avec celui du film : « Il voulait commencer le tournage à la fin de l'année et faire des répétitions avant, ce que je ne pouvais faire en termes de planning. (...) J'aurais aimé que ça marche mais ce que je dis, c'est qu'on fait un film jusqu'au bout, ou pas du tout ». Il était en fait occupé à cette époque avec la promotion du film Loin des hommes de David Oelhoffen.
Courant janvier 2015, le nom de plusieurs actrices et acteurs incarnant des rôles secondaires sont révélés. Certains, comme Zoë Bell et James Parks, ont déjà collaboré plusieurs fois avec Tarantino et avaient participé à la lecture publique du scénario l'année précédente.

### Tournage

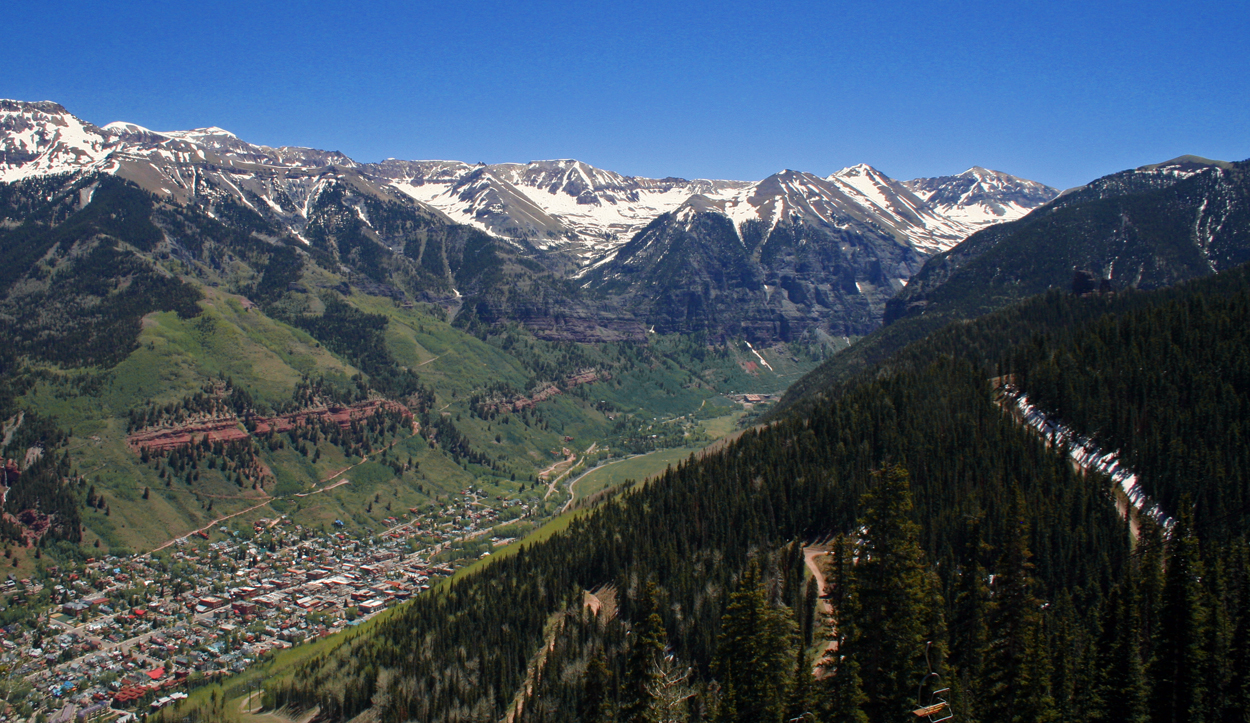
Telluride dans le Colorado.

Le 26 septembre 2014, le Denver Post annonce que l'État du Colorado apporte un financement de 5 000 000 $ pour le film et, qu'en échange, celui-ci sera tourné entièrement dans le sud-ouest de cet État. Un permis est délivré pour autoriser le tournage principal dans un ranch de 900 acres datant de 1882 et situé près de Telluride, l'accord stipulant que le ranch devra être restitué dans son état d'origine à la fin du tournage. Les répétitions se déroulent à la fin novembre et un tweet posté par Samuel L. Jackson le 8 décembre laisse à croire que le tournage a commencé. Le début de celui-ci n'est cependant officiellement annoncé que le 23 janvier 2015.
Le directeur de la photographie Robert Richardson, collaborateur régulier de Tarantino, filme avec un format de pellicule 70 mm (négatif 65 mm), une première pour un film distribué mondialement depuis Horizons lointains (1992). Des objectifs anamorphoseurs au format 2,76:1 sont utilisés, ce qui rappelle des films des années 1950 et 1960 comme Ben Hur (William Wyler, 1959), La Conquête de l'Ouest (Henry Hathaway, 1962), Un monde fou, fou, fou, fou (Stanley Kramer, 1963) ou encore La Bataille des Ardennes (Ken Annakin, 1965).
Samuel L. Jackson raconte que le tournage a été éprouvant pour les acteurs car de nombreuses scènes ont été tournées dans un studio réfrigéré où la température flirtait avec 0 °C : « On est tous angoissés à l'idée de voir ce film parce que chaque jour de travail était incroyable. C'était difficile, mais d'une façon très intéressante. On était dans la neige au début, et puis on s'est retrouvés dans cette pièce. Quentin a tourné sur un plateau réfrigéré, et il faisait moins un tous les jours là-dedans (...) On pouvait voir notre respiration dans l'air, mais ce qu'on faisait était exceptionnel (...) Et peut-être que la fumée sortait de nos culs, mais j'espère que le résultat sera aussi cool que ce qu'on a vécu pendant qu'on tournait ».
Lors d'une scène, Jennifer Jason Leigh chante une chanson en s'accompagnant à la guitare. Kurt Russell s'en empare et la fracasse contre un poteau. Initialement, la guitare détruite devait être une copie, mais l'acteur, ignorant la valeur de l'instrument, a détruit une guitare Martin des années 1870, âgée de 145 ans et prêtée par la marque. À la suite de cet incident, Martin décide d'arrêter le prêt d'instruments historiques pour des films.

### Bande originale
Bandes originales par Ennio Morricone
En mai, fais ce qu'il te plaît
(2015)
Bandes originales par Quentin Tarantino
Django Unchained
(2012) Once Upon a Time… in Hollywood
(2019)
En juillet 2015, lors du Comic-Con de San Diego, Quentin Tarantino révèle qu'Ennio Morricone composera la musique originale du film. Le réalisateur avait déjà utilisé des musiques du compositeur, qui avait également écrit un morceau original pour Django Unchained. Ennio Morricone enregistre la musique du film à Prague avec l'Orchestre symphonique national tchèque. Bien qu'il soit connu pour ses compositions de western, Ennio Morricone n'en avait plus fait depuis On m'appelle Malabar, sorti en 1981.
La bande originale comprend par ailleurs les chansons Apple Blossom des White Stripes, Now You're All Alone de David Hess et There Won't Be Many Coming Home de Roy Orbison, et doit sortir le 18 décembre 2015 chez Decca Records.
Quentin Tarantino utilise certaines anciennes compositions d'Ennio Morricone tel que « Bestiality » et « Eternity » et « Despair » composées pour The Thing (1982) de John Carpenter. On retrouve aussi Regan's Theme (Floating Sound), encore d'Ennio Morricone, tiré du film L'Exorciste 2 : L'Hérétique. L'acteur Demián Bichir interprète au piano Silent Night alors que Jennifer Jason Leigh interprète Jim Jones at Botany Bay (en) à la guitare.
Dans le livret de l'album, Quentin Tarantino explique que cette bande originale est un « acte d'amour » ou encore « le résultat final d'un rêve devenu réalité » et qu'il a ainsi pu travailler avec son compositeur préféré.

#### Liste des titres
Toutes les chansons sont écrites et composées par Ennio Morricone, sauf exceptions notées,.
| No  | Titre                                                              | Auteur                             | Interprète(s)                                          | Durée |
| --- | ------------------------------------------------------------------ | ---------------------------------- | ------------------------------------------------------ | ----- |
| 1.  | L’ultima diligenza di Red Rock (version intégrale)                 |                                    |                                                        | 7:30  |
| 2.  | Ouverture                                                          |                                    |                                                        | 3:11  |
| 3.  | Major Warren Meet Daisy Domergue (dialogue)                        | Quentin Tarantino                  | Jennifer Jason Leigh, Kurt Russell & Samuel L. Jackson | 0:32  |
| 4.  | Narratore letterario                                               |                                    |                                                        | 1:59  |
| 5.  | Apple Blossom                                                      | Jack White                         | The White Stripes                                      | 2:13  |
| 6.  | Frontier Justice (dialogue)                                        | Quentin Tarantino                  | Tim Roth & Kurt Russell                                | 1:50  |
| 7.  | L’ultima diligenza di Red Rock #2                                  |                                    |                                                        | 2:37  |
| 8.  | Neve                                                               |                                    |                                                        | 12:16 |
| 9.  | This Here Is Daisy Domergue (dialogue)                             | Quentin Tarantino                  | Kurt Russell & Michael Madsen                          | 1:01  |
| 10. | Sei cavalli                                                        |                                    |                                                        | 1:21  |
| 11. | Raggi di sole sulla montagna                                       |                                    |                                                        | 1:41  |
| 12. | Son of the Bloody N**ger Kller of Baton Rouge (dialogue)           | Quentin Tarantino                  | Samuel L. Jackson, Walton Goggins & Bruce Dern         | 2:43  |
| 13. | Jim Jones at Botany Bay (dialogue)                                 | Quentin Tarantino                  | Jennifer Jason Leigh, Kurt Russell                     | 4:10  |
| 14. | Neve #2                                                            |                                    |                                                        | 2:05  |
| 15. | Uncle Charlie’s Stew (dialogue)                                    | Quentin Tarantino                  | Samuel L. Jackson, Demián Bichir & Walton Goggins      | 1:41  |
| 16. | I quattro passeggeri                                               |                                    |                                                        | 1:49  |
| 17. | La musica prima del massacro                                       |                                    |                                                        | 2:00  |
| 18. | L’inferno bianco (synth)                                           |                                    |                                                        | 3:31  |
| 19. | The Suggestive Oswaldo Mobray (dialogue)                           | Quentin Tarantino                  | Tim Roth, Walton Goggins & Kurt Russell                | 0:47  |
| 20. | Now You're All Alone (tiré de La Dernière Maison sur la gauche)    | David Hess                         | David Hess                                             | 1:29  |
| 21. | Sangue e neve                                                      |                                    |                                                        | 2:05  |
| 22. | L’inferno bianco (Ottoni)                                          |                                    |                                                        | 3:31  |
| 23. | Neve #3                                                            |                                    |                                                        | 2:02  |
| 24. | Daisy’s Speech (dialogue)                                          | Quentin Tarantino                  | Walton Goggins, Jennifer Jason Leigh & Michael Madsen  | 1:32  |
| 25. | La lettera di Lincoln (version instrumentale)                      |                                    |                                                        | 1:41  |
| 26. | La lettera di Lincoln (avec dialogue)                              | Ennio Morricone, Samuel L. Jackson | Ennio Morricone, Walton Goggins                        | 1:46  |
| 27. | There Won’t Be Many Coming Home (tiré de The Fastest Guitar Alive) | Roy Orbison, William Dees          | Roy Orbison                                            | 2:44  |
| 28. | La puntura della morte                                             |                                    |                                                        | 0:27  |

## Accueil

### Promotion et sortie
Un premier teaser animé fuite sur Internet mi-avril 2015. Sur fond de Gimme Danger d'Iggy Pop et The Stooges et d'un court extrait de la bande originale de L'uomo dalla pistola d'oro (1965) d'Alfonso Balcázar, la vidéo présente brièvement les huit personnages principaux. Une première bande-annonce du film, d'une durée de deux minutes, est dévoilée le 15 mai devant quelques journalistes à l'occasion du Festival de Cannes. La première bande-annonce publique officielle est quant à elle mise en ligne le 12 août.
La sortie du film est annoncée aux États-Unis pour le 25 décembre 2015 dans les cinémas équipés pour le projeter en 70 mm, et pour le 31 décembre 2015 dans les autres cinémas. Quentin Tarantino monte deux versions différentes du film, celle pour la sortie limitée en 70 mm comptant six minutes de plus pour une durée totale de 182 minutes. Le titre français du film, Les Huit Salopards, est annoncé le 16 septembre 2015 par la société de distribution SND.
À la suite d'une déclaration de Quentin Tarantino condamnant violemment les brutalités policières lors d'un rassemblement du mouvement Black Lives Matter, la campagne promotionnelle est perturbée par un appel au boycott du film provenant de plusieurs police sur de grandes villes américaines. La première projection publique du film, le 7 décembre 2015 au Cinerama Dome de Los Angeles, est couronnée de succès et se déroule sans incident.
Quelques semaines avant la sortie en salles, le film est partagé illégalement via le réseau Bittorent. Le FBI ouvre une enquête et remonte à la source de la fuite : la version diffusée possède un tatouage numérique et a été distribuée au studio de production Alcon Entertainment. Le producteur affirme n'avoir jamais eu le DVD entre les mains et il est donc possible que la fuite ait eu lieu lors de l'expédition du colis.

### Tournée 70 mm en France
Alors que la sortie nationale française est prévue le 6 janvier 2016, une tournée exceptionnelle d'avant-premières propose une projection 70 mm en format Ultra Panavision 2.76. La séance comprend une ouverture et un entracte ainsi qu'une version avec huit minutes supplémentaires. La tournée a ainsi lieu à :
- Kinepolis de Lomme, le 26 décembre 2015 ;
- Grand Mercure d’Elbeuf, le 27 décembre 2015 ;
- Cézanne d’Aix-en-Provence, le 30 décembre 2015 ;
- Appollo Ciné 8 de Rochefort, le 2 janvier 2016 ;
- Gaumont Marignan à Paris, le 4 janvier 2016.

Après cette tournée, la version 70 mm est projetée durant toute l'exploitation du film au Gaumont Marignan à Paris.

### Accueil critique
Le film recueille 77 % de critiques favorables, avec un score moyen de 7,5⁄10 et sur la base de 90 critiques collectées, sur le site Rotten Tomatoes. Sur le site Metacritic, il obtient un score de 70⁄100, sur la base de 35 critiques collectées. Le site AlloCiné lui donne une moyenne de 3,3⁄5, pour 35 critiques.
Parmi les critiques positives, Robbie Collin, du Daily Telegraph, estime que c'est « le film de Tarantino le plus visuellement réussi, captivant et intimiste à ce jour », et que la tension omniprésente « est encore renforcée par la superbe musique d'Ennio Morricone », tout en soulignant particulièrement les interprétations de Kurt Russell, Samuel L. Jackson, Tim Roth et Jennifer Jason Leigh. Peter Bradshaw, du Guardian, évoque un film dont « l'élégance et l'ingéniosité est à couper le souffle » et où « la tension insoutenable précédant la violence est maintenue nonchalamment » par « les dialogues fanfarons et inventifs » des personnages et les interprétations particulièrement hilarantes de Walton Goggins et Samuel L. Jackson.
Pour Alan Scherstuhl, du Village Voice, Tarantino « semble déterminé à chambouler toutes les attentes » des spectateurs dans ce film qui commence comme une comédie aux dialogues divertissants avant de devenir d'une « méchanceté au-delà de tout ce qu'on pouvait imaginer », alors que les interprétations de Samuel L. Jackson et Kurt Russell dominent l'essentiel du film avant d'être éclipsées sur la fin par celle, « hantée et démente », de Jennifer Jason Leigh. Peter Debruge, de Variety, affirme que ce film « délectable » tient à la fois de Django Unchained et de Reservoir Dogs et doit autant à Agatha Christie qu'à Anthony Mann, alors que « ses dialogues géniaux et ses confrontations explosives » combleront les fans du réalisateur et que le travail du directeur de la photographie est « somptueux ».
Peter Travers, de Rolling Stone, met en avant les « dialogues incendiaires qui ressemblent à de la poésie profane », et dont le sous-texte grouille « d'implications politiques, géographiques, sociales, sexuelles et raciales sur lesquelles nous nous querellons encore aujourd'hui », ainsi que la formidable performance d'ensemble des acteurs, et particulièrement de Jennifer Jason Leigh. Mick LaSalle, du San Francisco Chronicle, souligne la « virtuosité de Tarantino », qui n'est pas mise « au service de quelque chose de plus grand » mais ne rend pas moins le film « agréable de bout en bout », et qui se manifeste à travers les « superbes dialogues », la « vision originale qui permet de revisiter un genre classique », le « casting d'acteurs négligés dignes d'être redécouverts », et une violence parfois presque insoutenable et d'autre fois « extrêmement amusante ».
Parmi les critiques mitigées ou négatives, Chris Nashawaty, d'Entertainment Weekly, avoue qu'il a « ressenti pour la première fois avec Tarantino un sentiment proche de la déception » tant le film, « à la narration et à l'aspect visuel confinés », semble limité au niveau des idées pour se reposer uniquement sur la qualité de sa distribution et la « sublime musique » d'Ennio Morricone. Steven Rea, du Philadelphia Inquirer, évoque une « œuvre aussi épique que complaisante » où les personnages « s'embarquent dans de longs soliloques sans intérêt » et qui, finalement, « ne mène nulle part ».
Stephanie Zacharek, de Time, estime que « toutes les promesses de la première heure sont gaspillées lors des deux heures suivantes », lorsque le film devient un huis clos, car Tarantino ne gagne pas son pari, dont la teneur était que le spectateur se préoccupe du sort de ses huit personnages « intentionnellement déplaisants », et car la violence ne « réussit jamais à être triste, cathartique ou complexe » et devient progressivement insipide. Pour Ann Hornaday, du Washington Post, le film « n'est jamais à la hauteur de son prologue aguichant » et finit par ressembler à une « version grandeur nature et hystérique de Cluedo » ennuyeuse à regarder et « plus opportuniste que perspicace ».

### Box-office
En France, le film attitre 643 576 de spectateurs sur ses cinq premiers jours d'exploitation. C'est ainsi le troisième meilleur démarrage d'un film de Quentin Tarantino, derrière Django Unchained et Inglourious Basterds, et devant Kill Bill et Pulp Fiction. En première semaine, Les Huit Salopards totalise 759 450 entrées, ce qui lui vaut de prendre la première place du box-office. Il connaît par la suite une forte baisse au fil des semaines, pour finir son exploitation à près de 1,8 million d'entrées.
| Pays ou région    | Box-office        | Date d'arrêt du box-office | Nombre de semaines |
| ----------------- | ----------------- | -------------------------- | ------------------ |
| États-Unis Canada | 54 117 416 $      | 28 avril 2016              | 18                 |
| France            | 1 779 974 entrées | 22 mars 2016               | 10                 |
| Total mondial     | 155 760 117 $     | 22 mai 2016                | 21                 |

## Distinctions
Cette section récapitule les principales récompenses et nominations obtenues par Les Huit Salopards. Pour une liste plus complète, se référer à l'Internet Movie Database.

### Récompenses
- Festival du film de Hollywood 2015 : meilleure distribution
- National Board of Review Awards 2015 : 
  - Meilleure actrice dans un second rôle pour Jennifer Jason Leigh
  - Meilleur scénario original pour Quentin Tarantino
  - Top Ten Films
- Golden Globes 2016 : meilleure musique de film pour Ennio Morricone
- Oscars 2016 : meilleure musique de film pour Ennio Morricone
- British Academy Film Awards 2016 : Meilleure musique de film pour Ennio Morricone

### Nominations
- National Board of Review Awards 2015 : meilleur film
- Oscars 2016 :
  - Meilleure actrice dans un second rôle pour Jennifer Jason Leigh
  - Meilleure photographie pour Robert Richardson
- Golden Globes 2016 :
  - Meilleure actrice dans un second rôle pour Jennifer Jason Leigh
  - Meilleur scénario pour Quentin Tarantino
- British Academy Film Awards 2016 :
  - Meilleure actrice dans un second rôle pour Jennifer Jason Leigh
  - Meilleur scénario original pour Quentin Tarantino

## Clins d’œil et références
- Dans une scène, Minnie propose à Bob de rouler ses cigarettes avec du tabac à rouler de la marque Red Apple. Il s'agit d'une marque fictive créée par Tarantino et déjà apparue ou mentionnée dans Pulp Fiction, Kill Bill, Four Rooms et dans chacun des volets Grindhouse : Boulevard de la mort et Planète Terreur[61].
- Oswaldo Mobray s'appelle en réalité English Pete Hicox. En interview, son interprète Tim Roth déclare qu'il existe un lien familial entre ce personnage et Archie Hicox, incarné par Michael Fassbender dans Inglourious Basterds[61].
- En interview, Quentin Tarantino évoque des liens entre ce film et The Thing (1982) de John Carpenter :

« J’ai récemment repris contact via Internet avec une ex-petite amie, que je fréquentais avant de tourner Reservoir Dogs. Je l’ai invitée à venir voir le film et, à l’issue de la projection, elle a demandé à m’interviewer pour son blog culturel. Elle a été la première à me faire la remarque pendant l’entretien, avançant l’idée que Les 8 Salopards est en apparence mon deuxième western, mais qu’au fond, il s’agit avant tout de mon premier vrai film d’horreur. Quand on y pense, la musique d’Ennio Morricone s’apparente d’ailleurs plus à ce genre qu’à un score de western spaghetti. On est plus proche de The Thing que de Sergio Leone. Et, puisqu’on parle du classique de John Carpenter, les multiples clins d’œil à The Thing dans Les 8 Salopards, plus ou moins conscients, n’ont pas dû vous échapper : Kurt Russell, les personnages coincés dans cette auberge par une tempête de neige, la paranoïa, les faux-semblants, jusqu’à cette explosion de violence finale... Le plus intéressant, dans tout ça, c’est que Reservoir Dogs, à l’époque, était mon hommage à The Thing, sans la neige, les effets spéciaux, et Kurt Russell. »

— Quentin Tarantino, Première, décembre 2015
- Le nom du personnage incarné par Samuel L. Jackson est un hommage au réalisateur Charles Marquis Warren, qui a notamment réalisé plusieurs westerns ainsi que des épisodes de Rawhide[63]. Le personnage du major est d'ailleurs sans doute[réf. nécessaire] inspiré en partie du shériff noir Bass Reeves (1838-1910).
- Le personnage campé par Michael Madsen, Joe Gage/Grouch Douglass, déclare « a bastard's work is never done ». Il s'agit de la tagline d'une affiche de Inglourious Basterds (2009)[63].
- Dans Django Unchained, un personnage s'appelle également O.B. et est interprété par J. D. Evermore.
- Un personnage appelé Bob le Mexicain était déjà présent dans un autre western : Cent Dollars pour un shérif (1969) de Henry Hathaway[63].
- Lorsque Jody (Channing Tatum) tire sur Warren, il déclare dans un mélange d'anglais et d'espagnol « Say adiós to your huevos » (« dis adieu à tes testicules »). Dans Inglourious Basterds, Hugo Stiglitz (Til Schweiger) prononce une phrase similaire en allemand/anglais, en braquant les parties intimes du major de la Gestapo, Dieter Hellstrom (August Diehl) avant de le tuer : « Say « auf wiedersehen » to your Nazi balls » (« dis adieu à tes couilles nazies »). Dans Django Unchained, Billy Crash (Walton Goggins) dit à Django « Allez, dis bonne nuit à tes boules, bamboula » (en version originale : « Time to say good night to them nuts, Blackie »)[63].
- La Guerre de Sécession (1861-1865) est largement évoquée par le film, qui en fait une de ses toiles de fond et à laquelle plusieurs personnages affirment avoir participé aux deux camps. C'est le même conflit qui sème d'embûches les aventures de Blondin et Tuco dans le célèbre western Le Bon, la Brute et le Truand. La manière dont le major Marquis Warren défie outrageusement le général Smithers pour le tuer en état de légitime défense rappelle les exécutions de l'Indien dans Et pour quelques dollars de plus.
- Judy Six-Chevaux, incarnée par Zoë Bell, affirme venir d'Auckland, en Nouvelle-Zélande. Dans un autre film de Tarantino, Boulevard de la mort, le personnage de Zoë joué par la même actrice disait déjà en être originaire - ce qui est le cas dans la réalité, l'actrice et cascadeuse étant néozélandaise.

## Adaptation en pièce de théâtre
Après la fuite du scénario sur Internet, Quentin Tarantino avait déjà évoqué l'idée de faire une pièce de théâtre. En janvier 2016, lors de la 73e cérémonie des Golden Globes, il déclare : « C'est une priorité pour moi. J'attends simplement que la saison des récompenses s'achève pour que je puisse écrire la pièce ». Le réalisateur devrait se charger lui-même de la mise en scène.

## Version télévisée
En avril 2019, il est annoncé que la version américaine de Netflix va diffuser une version rallongée du film, intitulée The Hateful Eight: Extended Edition. Constitué de quatre épisodes d'environ 50 minutes chacun, cette version comporte environ 45 minutes de plus que la version cinéma, dont près de 25 totalement inédites car environ 20 minutes avaient été diffusées dans certaines salles pour la version Roadshow 70 mm. Il n'est pas précisé si cette version sera diffusée sur Netflix ailleurs.